# Altocolony no teiri
Altocolony no teiri (jap. アルトコロニーの定理 Arutokoronii no teiri) – piąty album studyjny japońskiego zespołu Radwimps, wydany w Japonii 11 marca 2009 roku przez EMI Music Japan. Zadebiutował na 2 pozycji w rankingu Oricon i pozostał na liście przez 63 tygodnie. Sprzedał się w nakładzie 331 568 egzemplarzy. Zdobył status platynowej płyty.

## Tło i tworzenie
Altocolony no teiri został nagrany w ciągu trzech lat, a nagrywanie rozpoczęło się po trasie zespołu Tour 2007 "Harumaki". Było procesem stopniowym, w którym zespół nagrywał muzykę, nie myśląc o konkretnej dacie wydania. Koncepcja albumu została zrealizowana w maju 2008 roku, a większość treści albumu została nagrana w październiku. Pierwotny plan zakładał wydanie albumu do końca 2008 roku, jednak nie udało się tego osiągnąć. Noda później przeprosił za późne wydanie.
„Order Made” był pierwszym utworem ukończonym do albumu i został wydany jako singel w styczniu 2008 roku. Autor piosenek i wokalista Yōjirō Noda uważał, że piosenka jest niezwykle ważna i potwierdza jego zdolność do pisania dobrych tekstów. „Nazonazo” nagrywano przez trzy dni, od 23 grudnia do 25 grudnia 2008 roku. „Sakebe” powstał pod koniec tworzenia albumu w 2009 roku. Piosenki na płycie powstały w inny sposób niż poprzednie kompozycje. Wcześniej Noda pisał piosenki jednocześnie, jednak przy tym albumie miał dużo czasu na przemyślenie wszystkiego. Umiejscowienie każdego dźwięku na płycie było przemyślane.
Tytuł albumu jako pierwszy przełamuje styl nazywania poprzednich albumów zespołu, zawierających słowo Radwimps, po którym następuje liczba porządkowa, a następnie podtytuł. Miało to pokazać, jak zmienił się nastrój zespołu między tym albumem a poprzednim. Słowo teiri (jap. 定理; pl. „twierdzenie”) z tytułu Noda interpretuje jako klucz do problemu, ponieważ twierdzenie w matematyce jest prawdziwe na podstawie wcześniejszych dowodów matematycznych. Z kolei alto z Altocolony odnosi się do altu, ponieważ wiele piosenek zostało wykonanych w tym zakresie. Piosenkarz połączył je z colony, które odnosi się do skupisk biologicznych, ponieważ według niego album miał spójną atmosferę.

## Lista utworów
Tekst i kompozycja: Yōjirō Noda
| CD  | CD                                                                  | CD      |
| Nr  | Tytuł utworu                                                        | Długość |
| --- | ------------------------------------------------------------------- | ------- |
| 1.  | „Tayuta” (jap. タユタ)                                              | 3:04    |
| 2.  | „Oshakashama” (jap. おしゃかしゃま)                                 | 3:48    |
| 3.  | „Bagpipe” (jap. バグパイプ Bagupaipu)                               | 2:45    |
| 4.  | „Nazonazo” (jap. 謎謎)                                              | 5:46    |
| 5.  | „Nanoka” (jap. 七ノ歌)                                              | 6:33    |
| 6.  | „One man live”                                                      | 4:41    |
| 7.  | „Socratic Love” (jap. ソクラティックラブ Sokuratikku Rabu)          | 3:51    |
| 8.  | „Märchen to Gretel” (jap. メルヘンとグレーテル Meruhen to Gurēteru) | 4:47    |
| 9.  | „Amaotoko” (jap. 雨音子)                                            | 3:49    |
| 10. | „Order Made” (jap. オーダーメイド Ōdā Meido)                        | 5:57    |
| 11. | „Magic Mirror” (jap. 魔法鏡 Majikku Mirā)                           | 3:17    |
| 12. | „Sakebe” (jap. 叫べ)                                                | 4:53    |
| 13. | „37458” (czyt. Minashigohacchi)                                     | 6:19    |

## Notowania
| Lista                            | Pozycja |
| -------------------------------- | ------- |
| Oricon Weekly Album Chart        | 2       |
| Oricon Yearly Album Chart (2009) | 19      |
| Billboard Japan Top Albums Sales | 2       |